# Лещинский, Рафаил (воевода белзский)
Рафаил Лещинский (октябрь 1579 — 29 марта 1636, Влодава) — польский магнат, каштелян вислицкий (с 1611 года) и калишский (с 1618 года), воевода белзский (1619—1636), староста городельский (1606), всховский (1613), грубешовский (1633) и дубенский, переводчик и покровитель искусств.

## Биография
Представитель знатного магнатского рода Лещинских герба Венява. Сын воеводы брест-куявского Анджея Лещинского (ок. 1559—1606) от первого брака с Анной Фирлей (ум. 1588). Младшие сводные братья — канцлер великий коронный Ян Лещинский (1603—1678), воевода дерптский Преслав Лещинский (1605—1670), архиепископ гнезненский и примас Польши Вацлав Лещинский (1605—1666).
Рафаил Лещинский получил образование в Силезии и Германии (Гейдельберг, Страсбург), затем в Базеле (1595), Женеве и Париже. Посетил Англию, Шотландию, Нидерланды и Италию, где в Падуи в 1601 году был учеником знаменитого итальянского физика, астронома и математика Галилео Галилея.
Одаренный, был всесторонне образован и знал несколько иностранных языков (латынь, немецкий, французский, итальянский, частично греческий и испанский), поддерживал контакты с выдающимися учеными своего времени. В 1603 году вернулся из-за границы на родину, где начался его быстрый карьерный рост. В 1609 году стал маршалком Коронного Трибунала, в 1611 году стал каштеляном вислицким, а в 1618 году — калишским. В 1619 году Рафаил Лещинский получил должность воеводы белзского. Ему принадлежали четыре староства: городельское, всховское, грубешовское и дубенское.
Рафаил Лещинский был противником польского короля Сигизмунда III Вазы, но он никогда не поднимался на открытый мятеж против королевской власти. Во время Тридцатилетней войны он предоставлял в своих владениях приют чешским протестантам и беженцам из Силезии. Вёл переписку с трансильванским князем Габором Бетленом и бранденбургским курфюрстом Георгом Вильгельмом. Курфюрст Бранденбурга даже предоставил ему ежегодную пенсию в размере 3 тысяч злотых за его поддержку протестантов на территории Речи Посполитой. После 1629 года переписывался со шведским канцлером Акселем Оксеншерной. Выступал за заключение брака между польским королём Владиславом IV Вазой и протестантской принцессой.
В 1621 году воевода белзский Рафаил Лещинский участвовал в разгроме турецко-татарской армии в битве под Хотином. С 1625 года был сенатором-резидентом польского короля Сигизмунда III Вазы, а после его смерти присоединился к Варшавской конфедерации, созданной во время бескоролевья. Во время правления Владислава IV был членом военного совета и представлял Речь Посполитую на переговорах со Швецией в Штумсдорфе в 1635 году. Во время переговоров Рафаил Лещинский своими обширными знаниями поразил французских посредников, что в своём дневнике отразил Карл Ожье, секретарь французской делегации.
Ревностный сторонник протестантской реформации, защищал протестантов не только в своих владениях, но и на территории республики. По этой причине его называли «Папой кальвинистов в Польше». Он поддерживал развитие культуры, создавал школы, типографии и церкви. В 1626 году основал школу в Лешно, ректором которой стал известный чешский педагог-гуманист и писатель Ян Амос Коменский. В Барануве собрал обширную библиотеку.
Ему принадлежали 17 городов и более 100 сёл в Великой Польше, Баранув-Сандомерский и окрестные земли в Сандомирском воеводстве, Влодава в Полесье, Ворончин, Романув и Берестечко в Волынском и Русском воеводствах. В 1612 году основал местечко Венява под Люблином.

## Семья
Был дважды женат. Около 1604 года женился первым браком на Анне Радзиминской (1586—1635), от брака с которой имел дочь и четырёх сыновей:
- Теодора Лещинская, жена графа Станислава Губицкого (1596—1655). В браке родились: Анна, Ян Кароль, Людовик.
- Лещинский, Анджей (1606—1651), воевода дерптский
- Рафаил Лещинский (1607—1644)
- Богуслав Лещинский (1614—1659), генеральный староста великопольский, подскарбий великий коронный и подканцлер великий коронный
- Владислав Лещинский (ум. после 1661), подкоморий брест-литовский и староста дубенский

В 1635 году вторично женился на Катарине Поцей (ум. после 1645), от брака с которой потомства не оставил.